# NGC 3686
NGC 3686是一个位于狮子座的螺旋星系，与NGC 3681、NGC 3684和NGC 3691组成一个星系群，1784年3月14日由威廉·赫歇爾发现。